# Національний музей Сінгапуру
Національний музей Сінгапуру — найстаріший музей в Сінгапурі. Історія музею починається в 1849 році, коли було засновано музейний відділ при бібліотеці Сінгапурського інституту. З 1887 року, після декількох переїздів, музей розмістився у своїй теперішній будівлі на Стемфорд-Роуд. Приміщення музею споруджене в неопалладіанському стилі.
Цей музейний заклад є одним з чотирьох національних музеїв країни, поряд з двома Музеями азійських цивілізацій та Сінгапурським художнім музеєм. Національний музей Сінгапуру спеціалізується на виставках, пов'язаних з історією Сінгапуру. Свою сучасну назву музей отримав 1965 року. Між 1993 роком та березнем 2006 року цей заклад був відомий як Сінгапурський історичний музей, але потім повернувся до своєї колишньої назви.
7 грудня 2006 року, після трьох з половиною років реставраційних робіт музей офіційно було відкрито президентом Сінгапуру С. Раманатханом та міністром інформації, зв'язку та мистецтв Лі Бун Янгом.
У музеї експонуються, зокрема, одинадцять особливо цінних артефактів, пов'язаних з історією Сінгапуру. Серед них Сінгапурський камінь, Золоті орнаменти Священного пагорба зі Східної Яви, дагеротип міста Сінгапуру (одна з найдавніших фотографій столиці), заповіт Абдуллаха бін Абдула Кадира, портрети сера Френка Етельстейна Светтенхама та Шентона Томсона, колишнього губернатора Сінгапуру тощо.